# Лі Муньоль
Лі Муньоль (кор. 이문열; 18 травня 1948, Сеул) —  південнокорейський прозаїк та професор кафедри Університету іноземних досліджень Хангук. Його літературний дебют відбувся у 1979 році, коли його роман  «Сехагок» (кор. «새하곡») переміг на весняному літературному конкурсі Донан Ільбо (кор. 동아일보). Його книги було перекладено 21 мовою світу. Лауреат престижних південнокорейських літературних премій.

## Біографія
Народився 24 червня 1948 року у родині Лі Вончоля (кор. 이원철) та Чо Намхьон (кор. 조남현), був третім сином у багатодітній родині, мав двох братів та двох сестер.
Його батько, Лі Вончоль, поїхав вчитися до Японії, де захопився новою ідеологією того часу та став комуністом. Одразу після визволення Кореї, 15 серпня він приєднається до Робітничої партії Південної Кореї. Згодом, коли в 1950 році почалася Корейська війна, він очолив коледж сільського господарства в Сеульському національному університеті, але втік до Північної Кореї після відступу Корейської армії до Інчхонської десантної операції.
Його мати, Чо Намхьон, весь час підтримувала свого чоловіка, роздаючи листівки ще з тих пір, як була вагітна Лі Муньолем, але невдовзі її спіймала поліція і зачинила в ізоляторі. Ім'я Муньолю дав батько, погладивши живіт своєї дружини він сказав: «Ця дитина — палкий боєць, який боровся ще в утробі матері», і дав йому ім'я «Йоль» (кор. 열).
Коли його батько виїхав до Північної Кореї в 1950 році, Лі Муньоль лишився разом з матір'ю ненадовго зупинившись у її рідному місті. Подейкують, що дитинство він провів у старому будиночку Йонян Сокканкотек (кор. 영양 석간고택), який у 18 березні 2013 року був визнаний культурною спадщиною провінції Кьонсан-Пукто.
Через складнощі з частими переїздами, Муньолю довелося кинути середню та старшу школи, а також університет. Тож, загалом він отримав лише 8 років формального навчання.
Нажаль підліткове життя письменника важко назвати безтурботним
«Після того як мій батько втік до Північної Кореї, мені доводилося постійно порівнювати право і ліво. Були випадки, коли мама виходила за продуктами та поверталася додому з блідим обличчям. Тоді ми і зрозуміли, що за ними слідкує поліція. Мама навіть не могла сумувати за чоловіком, з яким поневолі розлучилася. Вона завжди хвилювалася, кажучи: „Якщо старий повернеться, то нічого страшного“. Але вона знала, що якщо він повернеться, то всю родину звинуватять у шпигунстві.»
У 1953 році Муньоль переїхав до міста Андонгун (кор. 안동군), Кьонсан-Пукто (кор. 경상북도), і вступив до початкової школи Андонг (кор. 안동중앙국민학교), потім переїхав до Сеулу де в 1957 році пішов до Сеульської початкової школи Джонам (кор. 서울종암국민학교), а в 1958 році він переїхав до Міряна (кор. 밀양) і перевівся до початкової школи Мірян (кор. 밀양중학교), яку закінчив у 1961 році, і того ж року вступив до середньої школи Мірян і кинув її через 6 місяців. Згодом він склав вступний іспит до середньої школи та вступив до середньої школи Андон у 1964 році, але кинув її і  в 1965 році без особливих причин переїхав до Пусану, де провів наступні три роки без навчання. Його автобіографічний твір «Зима того року» (кор. «그해 겨울») — роман, який розповідає про завершення його днів, як гангстера у пусані та початок шляху до нового життя.
У 1968 році він склав вступний іспит до Сеульського Національного Університету (кор. 서울대학교) та вступив на факультет корейської мови. Вже у 1972 році він кинув університет та почав готуватися до державного іспиту на адвокатуру, але тричі провалив екзамен.
Після одруження в 1973 році він пішов на військову службу. Згодом після звільнення у 1976 році він працював інструктором в академії в Тегу, Кьонсан-Пукто.

## Творчість
У 1977 році вийшло його оповідання «Чи знаєте ви Назаре» (кор. «나자레를 아십니까»), яке було обране для весняної газети Меіль (кор. 매일신문), де наступного року він працював репортером. Відтоді він використовував псевдонім Лі Муньоль. У 1979 році, у віці 32 років, він нарешті увійшов до центрального літературного кола, коли його роман «Сехагок» (кор. 새하곡), який він написав у новій на той час категорії романів, переміг на весняному літературному конкурсі Донан Ільбо (кор. 동아일보).
Того ж року його роман «Син людський» (кор. «사람의 아들») став хітом, і він швидко став популярним письменником.  За спогадами автора, спочатку цей твір був романом, поданим для набору нових письменників до журналу у 1973 році. Лі Муньоль, якому на той час було 26 років, присвятив рік свого життя для написання роману, який складав приблизно 350 сторінок рукопису, щоб завершити свої літературні студії перед військовою службою. Відправивши цей роман на публічний конкурс, він відправився на службу, але через півроку, коли він пішов у свою першу відпустку та перевірив результати, виявив, що не склав попереднього конкурсу. Дізнавшись про це він був дуже розчарованим. Пізніше, у 1979 році, коли він отримав запит від літературного журналу «Світ літератури», він доопрацював цей твір і отримав не тільки публікацію від журнальної компанії, а й був номінований на премію «Сьогоднішній письменник», яку врешті-решт він отримав. Лі Муньоль став бестселером у перший рік свого існування. Наступного року, він почав свою професійну кар'єру письменника.
Його нагороди також неймовірні. Він отримав літературну премію Донін (кор. 동인문학상)  у 1982 році за твір «Гимсіджо» (кор. «금시조»), у 1983 році корейську літературну премію за твір «Для Імператора» (кор. «황제를 위하여») та культурну премію Джонан (кор. 중앙문화대상) у 1984 році за «Героїчний вік» (кор. «영웅시대»). Після цього Муньоль взяв трьох річну перерву з 1984 по 1987 роки.
Роман «Поет» (кор. «시인»), що вийшов у 1991 році, не мав комерційного успіху, але отримав високу оцінку критиків і за кордоном. Критик Кім Укдон (кор. 김욱동) також розглядав цей твір як останній твір періоду розквіту Лі Муньоля, оскільки романи, які він опублікував пізніше, такі як «Одіссея в Сеулі» (кор. «오디세이아 서울») та «Після обіду повноліття» (кор. «성년의 오후»), були посередньої якості порівняно з його романами.
1980-ті роки були його розквітом, і жоден інший письменник не міг зрівнятися з його славою, різноманітністю робіт і обсягом продажів. Існує думка, що твори, створені після 1990-х років, які були охоплені різноманітними політичними суперечками, відносно недооцінені порівняно з періодом його розквіту.
З 1994 по 1997 роки викладав корейську мову та літературу в Університеті Седжонг.
Тематика його творів різноманітна — від військових служби до релігійних питань та притаманної для Кореї героїки. Наразі він є однією з найбільш суперечливих фігур корейського суспільства, адже висловлює підтримку традиційних цінностей конфуціанства.

## Політична діяльність
Викликав негативну реакцію феміністок, оскільки він запозичив персонажів із династії Чосон і критикував сучасний фемінізм. Це викликало суперечки, коли він уперше почав опублікувати це в осінньому номері журналу World's Literature у 1996 році, і це було спричинено його критикою письменниць-феміністок через головного героя твору.
|  | Що справді викликає занепокоєння, так це підозрілі дзвінки, які сьогодні стають дедалі гучнішими, спонукаючи та спокушаючи вас. Вони носять свою історію розлучень як знак пошани, викриваючи чоловіче лицемірство, егоїзм, насильство та авторитаризм і розповідаючи історії про власну хоробрість у боротьбі з ними. Розлучення визначається як «напівуспіх», а подружня зрада прославляється як «екстатичний бунт». І якось урочисто кричить: «Іди сам, як носорогий ріг». |

Коли він вказав на радикальну природу фемінізму в корейському стилі та атакував феміністок, такі писемниці, як Гон Джійон (кор. 공지영) та Лі Гьонджа (кор. 이경자) критикували його. У той же час була сильна негативна реакція з боку феміністичних груп, протягом року. Починаючи з березня 1997 року, федерація жіночих організацій вважала це «перешкодою» для прав жінок.

## Нагороди
- Літературна премія Dongin
- Літературна премія Лі Санга
- Премія з сучасної літератури
- 1999 Ho-Am Art Award
- Літературна премія Mokwol 2012 , Літературна премія Dongni